# Réallon
Réallon település Franciaországban, Hautes-Alpes megyében. Lakosainak száma 243 fő (2022. január 1.). Réallon Ancelle, Châteauroux-les-Alpes, Chorges, Embrun, Orcières, Prunières, Puy-Saint-Eusèbe, Saint-Apollinaire és Savines-le-Lac községekkel határos.

## Népesség
A település népessége az elmúlt években az alábbi módon változott:
| Lakosok száma | 288  | 179  | 185  | 226  | 253  | 260  | 256  | 251  | 248  | 243  |
|               | 1968 | 1982 | 1990 | 2006 | 2013 | 2015 | 2017 | 2019 | 2020 | 2022 |